# ベンバ族
ベンバ族（Bemba）はザンビア共和国北東に位置する高原地帯に居住する民族。人口は約40万人。

## 言語
バントゥー語に属するベンバ語を介し、ザンビアの国語としても用いられている。

## 歴史
コンゴ民主共和国を構成するシャバ地方を起源とするルバ族の末裔。19世紀ごろにザンビア地方へ移住してきたルバ族がクランを形成するようになり、現在のベンバ族となった。ザンビアの地にて、アラブとの交易によって入手した鉄砲を駆使し、周辺諸部族を統治した。

## 社会
典型的な母系クランを形成する部族で、一夫多妻制を採用していない集落がほとんどである。成人男子の多くは高原南部のコッパーベルトや都市で働く。森林部に居住する集団は自営農業での生活を営んでおり、シコクビエ、モロコシ、トウジンビエ、トウモロコシ、キャッサバなどの雑穀栽培を行っている。近年ではワタなどを輸出用に栽培している集落も出てきており、急速な農業の近代化が図られている。チテメネ・システム（木の枝や葉を集めて火を放ち、脆弱な土地の肥料とする方式）という独特な焼畑農業を行うことが特徴である。ツェツェバエの分布地域に該当するため、牛の飼育は行っていない。